# .45-70
.45-70 или .45-70 Government — ныне устаревший американский винтовочный патрон центрального воспламенения разработанный специалистами Спрингфилдского арсенала под винтовку Springfield Model 1873 на основе боеприпаса .50-90 Sharps. Изначально создавался для нужд американской армии на замену устаревшего патрона .50-70 Government. Имеет относительно длинную тонкостенную гильзу, рассчитанную на снаряжение чёрным порохом, что затрудняет использование этого патрона с современными видами бездымного пороха.
Пробивное действие пули при стрельбе из Спрингфилдской винтовки по сосновому блоку (белая сосна) с расстояния 457 метров безоболочечной пулей — 173 мм, оболочечной пулей (принятой на вооружение) — 223 мм.

## Спецификация

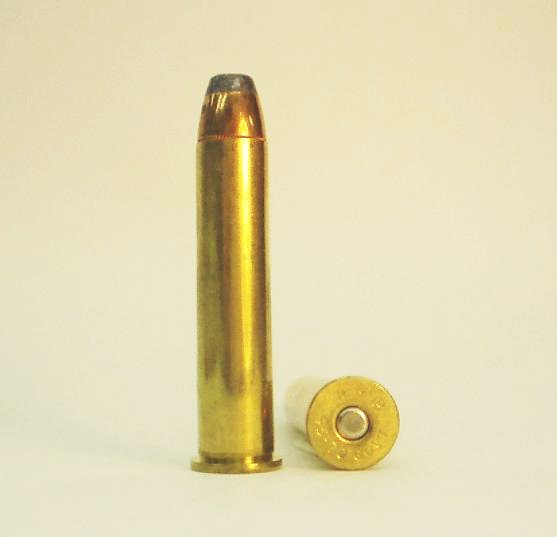
Винтовочный патрон .45-70-405

Обозначался .45-70-405, в коммерческих каталогах также присутствовал под обозначением .45 Government, где:
- .45 — номинальный диаметр пули 0.458 дюйма (11,63 мм)
- 70 — вес заряда черного пороха в гранах (4,54 грамма)
- 405 — вес свинцовой пули в гранах (26,2 грамма)

Допустимый радиус рассеивания составлял 101,6 мм (4 дюйма) на 91,44 метра (100 ярдов).